# Faith to Faithless
Faith to Faithless is een Britse non-profitorganisatie die streeft naar het tegengaan van discriminatie van niet-religieuze mensen, in het bijzonder discriminatie van individuen die minderheidsreligies hebben verlaten. Zij levert ondersteuning aan mensen die hun religie willen of hebben verlaten, helpt hen 'uit de kast te komen' bij vrienden en familie friends en geeft individuen een platform om zich publiekelijk uit te spreken en wederzijdse steun te vinden in de bredere atheïstische, seculiere en humanistische gemeenschappen. Faith to Faithless behartigt de belangen van individuen en families die welke religie dan ook verlaten en streeft ernaar om discussie en ondersteuning van ex-gelovigen in het publieke domein te brengen.
Sinds 2017 is Faith to Faithless als project onderdeel geworden van Humanists UK (vroeger bekend als de British Humanist Association), het nationale goede doel ter ondersteuning van ongelovigen.

## Ontstaan
Faith to Faithless werd in 2015 opgericht door Imtiaz Shams en Aliyah Saleem. Shams, een ex-moslim en atheïst die opgroeide in Saoedi-Arabië, verliet de islam toen hij erachter kwam dat zijn gevoel voor rechtvaardigheid onverenigbaar was met het idee dat alle andere religies per islamitische definitie slecht moesten zijn. Hij heeft uitgelegd dat hij moest omgaan met de frustratie die ex-moslims en seculiere moslims voelen als hun identiteit wordt beschouwd als onlosmakelijk verbonden met de islamitische godsdienst, en het ongemak dat de bredere samenleving heeft ten opzichte van afvalligheid in de islam.
Saleem, die zichzelf omschrijft als een atheïstische ex-moslim, verliet de islam toen ze 19 jaar was en omschreef het als vrij worden. Op 27-jarige leeftijd werkte Saleem samen met Shams en ze besloten om een belangenbehartigingsgroep op te zetten, Faith to Faithless, om mensen bewust te maken van de moeilijkheden die er spelen rondom het verlaten van je religie, om mensen in vergelijkbare situaties te laten zien dat ze niet alleen zijn en om een gemeenschapsnetwerk ter ondersteuning te bieden.
Faith to Faithless bestaat om mensen te steunen die wat voor religie dan ook hebben verlaten. De organisatie begon met een toer langs Britse universiteiten, waar zij 'coming out events' hielden om contact te leggen met mensen die bezig waren om een conservatieve religie te verlaten of dit reeds gedaan hadden, en elkaar wederzijdse steun te bieden met een platform waar individuele ervaringen konden worden besproken. De vroegste publieke presentaties aan de Queen Mary University of London werden gelanceerd onder de naam Interfaithless voordat het Faith to Faithless werd, en de sprekers focusten zich over het algemeen op het verlaten van de islam als (Ex) Muslim Voices. Shams schreef dat het eerste evenement heel wat positieve reacties opleverde, waaronder van vele moslims, maar ook leidde tot nare opmerkingen en haatmail, en dat islamitische groepen zoals de Queen Mary University of London Islamic Society tegenpamfletten uitdeelden. De organisatie verbreedde al snel met ex-gelovigen uit een breed scala aan religies, waaronder new age-religies, Jehova's getuigen, ultra-orthodox jodendom, Exclusive Brethren en christendom.

## Werk

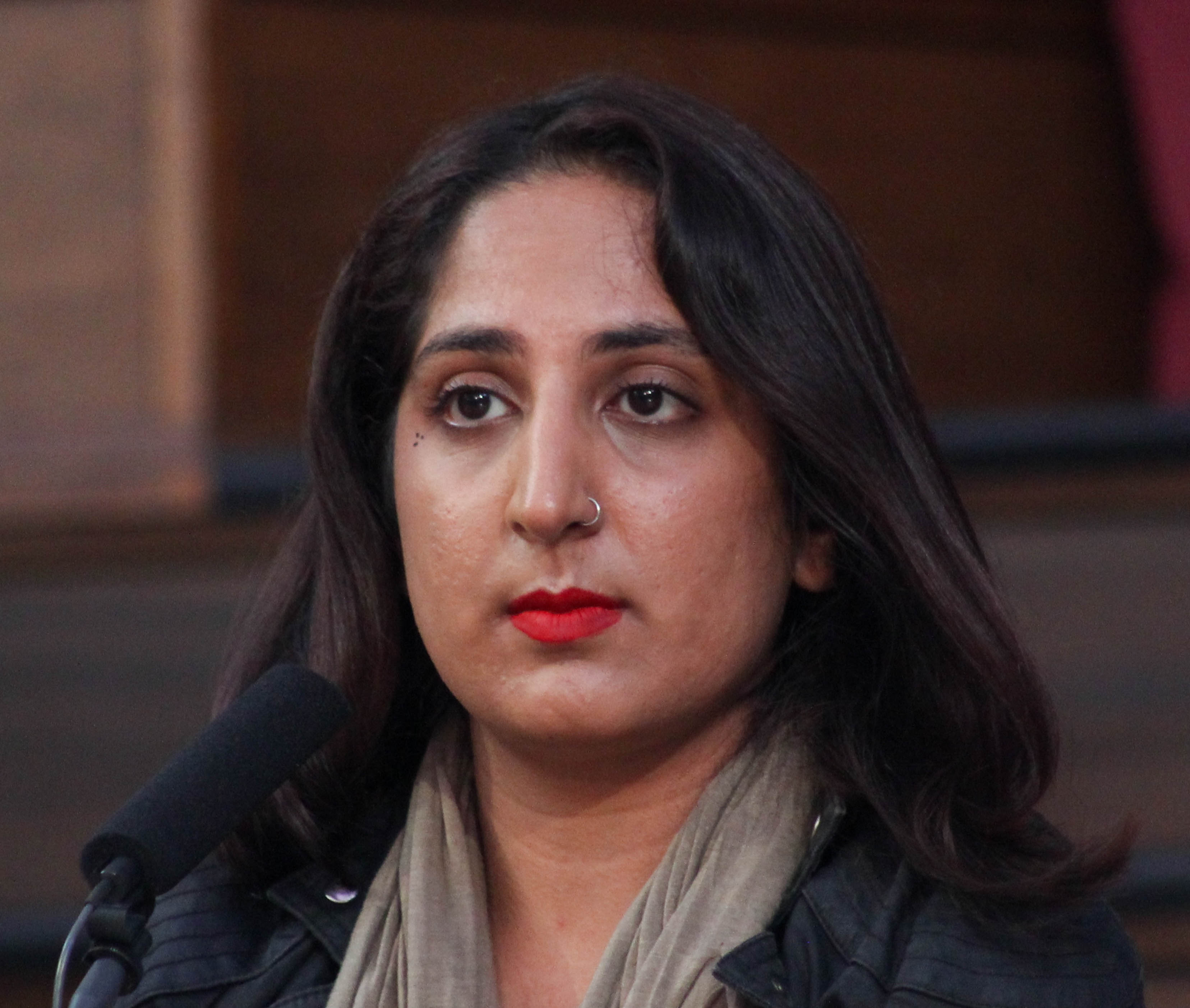
Aliyah Saleem, medeoprichter van Faith to Faithless

Naast campagnewerk gebruikt de organisatie sociale media om online gemeenschappen te creëren en organiseert bijeenkomsten, conferenties en sociale evenementen voor ex-gelovigen. Shams zelf onthulde het feit dat hij zijn religie had verlaten voor het eerst op Facebook en heeft gezegd dat het noodzakelijk is om het debat erover te voeren in mainstream publieke media om sterke en zichtbare gemeenschappen te creëren en families te helpen omgaan met de kwesties rondom geloofsafval (in zijn eigen geval met de islam). De organisatie richt zich ook op specifieke feministische zaken voor vrouwen die hun religie verlaten, daarbij erkennende dat voor vrouwen religie nauw verwant is met controle en het verlies van vrijheid en autonomie.
Faith to Faithless ondersteunt ook Australische en Nieuw-Zeelandse ex-moslims en biedt assisentie bij het opzetten van online groepen, waaronder het leveren van advies over het beschermen van de anonimiteit van de leden en het verbinden van groepen met vergelijkbare doelstellingen.
In 2016 werden leden van Faith to Faithless uitgenodigd door Hogerhuislid Clive Soley (Labour) om een presentatie te geven aan een vergadering van het Hogerhuis over geloofsafval. Faith to Faithless heeft ook de overheid opgeroepen om niet-religieuze ouders en kinderen te beschermen, vooral in geïsoleerde en ultra-orthodoxe gemeenschappen waar financiële en sociale steun volkomen kan ontbreken. Faith to Faithless adviseert en traint ook Britse politieagenten en maatschappelijk wekers over hoe zij om dienen te gaan met specifieke kwesties omtrent afvalligheid.
Sinds januari 2017 is Faith to Faithless onderdeel van Humanists UK (voorheen de British Humanist Association). Shams werd ook een vertrouwenspersoon bij Humanists UK, terwijl Saleem bestuurslid bij Humanist Students werd.
In najaar 2017 sprak medeoprichter Imtiaz Shams op een evenement georganiseerd door Ex-Muslims of North America in Washington D.C.
Faith to Faithless organiseert sociale bijeenkomsten en museumbezoeken waaronder het British Museum en het Victoria and Albert Museum. De tours zijn erop gericht om bij te dragen aan de educatie van voormalige leden van streng-controlerende religies die wellicht een geïsoleerde opvoeding hebben gehad of beperkte onderwijsmogelijkheden; tevens leveren dergelijke uitstapjes een gelegenheid om nieuwe mensen te leren kennen.